# نیکوس نیوپلیاس
نیکوس نیوپلیاس (یونانی: Νίκος Νιόπλιας؛ زادهٔ ۱۷ ژانویهٔ ۱۹۶۵) بازیکن سابق و مربی فوتبال اهل یونان است.
از باشگاه‌هایی که در آن بازی کرده‌است می‌توان به باشگاه فوتبال آترومیتوس، باشگاه فوتبال او.اف.آی کرته، و باشگاه فوتبال پاناتینایکوس اشاره کرد.
وی همچنین در تیم ملی فوتبال یونان بازی کرده‌است.